# Championnat du pays de Galles féminin de football 2023-2024
 (août 2023).
Navigation
Édition précédente Édition suivante
La saison 2023-2024 du Championnat du pays de Galles féminin de football, Adran Premier, est la quinzième saison du championnat. Le Cardiff City Football Club vainqueur du championnat précédent remet son titre en jeu.
Le Wrexham AFCW rejoint l'élite.
Le Cardiff City Football Club remporte le championnat avec neuf points d'avance sur Swansea City Ladies. Le Wrexham AFCW complète le podium. C'est le troisième titre pour Cardiff City, et le deuxième consécutif.
Le Pontypridd Town Ladies Football Club termine à la dernière place et est relégué en deuxième division.

## Participantes
Ce tableau présente les huit équipes qualifiées pour disputer le championnat 2023-2024. On y trouve le nom des clubs, le nom des entraîneurs et leur nationalité, la date de création du club, l'année de la dernière montée au sein de l'élite, le nom des stades ainsi que la capacité de ces derniers.
| \| Cardiff Met Swansea City Cardiff City Aberystwyth Pontypridd TNS Barry Town United Wrexham \| Localisation des clubs engagés dans le championnat. |
| Cardiff Met Swansea City Cardiff City Aberystwyth Pontypridd TNS Barry Town United Wrexham                                                           |

| Nom du club                             | Entraîneur      | Date de création | Dernière montée | Stade                           | Capacité. |
| --------------------------------------- | --------------- | ---------------- | --------------- | ------------------------------- | --------- |
| Cardiff City Football Club              | Iain Darbyshire |                  | 2012            | Leckwith Athletics Stadium      | 4 953     |
| Swansea City Ladies Football Club       | Chris Church    | 2002             | 2011            | Llandarcy Academy of Sport      | 2 000     |
| Cardiff Met Women's Football Club       | Kerry Harris    | 1992             | 2011            | Cardiff Metropolitan University | 1 620     |
| The New Saints Football Club Women's    |                 |                  | 2021            | Park Hall                       | 3 000     |
| Pontypridd Town Ladies Football Club    |                 |                  | 2021            | UWS Sports Park                 |           |
| Aberystwyth Town Ladies Football Club   | Gavin Allen     |                  | 2009            | Park Avenue                     | 5 000     |
| Barry Town United Ladies Football Club  |                 |                  | 2021            | Jenner Park Stadium             | 2 650     |
| Wrexham Association Football Club Women | Steve Dale      | 2003             | 2023            | The Rock                        | 3 000     |

## Compétition

### Classements

#### Première phase
| Rang | Équipe                   | Pts | J  | G  | N | P  | Bp | Bc | Diff |
| ---- | ------------------------ | --- | -- | -- | - | -- | -- | -- | ---- |
| 1    | Cardiff City T           | 37  | 14 | 12 | 1 | 1  | 43 | 8  | +35  |
| 2    | Swansea City Ladies      | 32  | 14 | 10 | 2 | 2  | 35 | 12 | +23  |
| 3    | Wrexham AFCW             | 29  | 14 | 9  | 2 | 3  | 30 | 20 | +10  |
| 4    | Aberystwyth Town Ladies  | 17  | 14 | 4  | 5 | 5  | 21 | 22 | -1   |
| 5    | The New Saints Women     | 17  | 14 | 5  | 2 | 7  | 32 | 39 | -7   |
| 6    | Barry Town United Ladies | 15  | 14 | 5  | 0 | 9  | 17 | 35 | -18  |
| 7    | Cardiff Met              | 12  | 14 | 3  | 3 | 8  | 16 | 33 | -17  |
| 8    | Pontypridd Town Ladies   | 1   | 14 | 0  | 1 | 13 | 9  | 34 | -25  |

| Légende : Qualifications et relégations | Légende : Qualifications et relégations |
| --------------------------------------- | --------------------------------------- |
|                                         | Poule de championnat                    |
|                                         | Poule de relégation                     |
|                                         | T : Tenant du titre P : Promu           |

#### Poule championnat
| Rang | Équipe                  | Pts | J  | G  | N | P | Bp | Bc | Diff |
| ---- | ----------------------- | --- | -- | -- | - | - | -- | -- | ---- |
| 1    | Cardiff City T L        | 52  | 20 | 17 | 1 | 2 | 63 | 12 | +51  |
| 2    | Swansea City Ladies     | 43  | 20 | 13 | 4 | 3 | 44 | 21 | +23  |
| 3    | Wrexham AFCW P          | 35  | 20 | 11 | 2 | 7 | 41 | 37 | +4   |
| 4    | Aberystwyth Town Ladies | 19  | 20 | 4  | 7 | 9 | 22 | 33 | -11  |

| Légende : Qualifications et relégations | Légende : Qualifications et relégations |
| --------------------------------------- | --- |
|                                         | Ligue des champions féminine de l'UEFA 2024-2025 |
|                                         | T : Tenant du titre P : Promu C : Vainqueur de la Coupe du pays de Galles féminine 2023-2024 L : Vainqueur de la Coupe de la Ligue du pays de Galles féminine 2023-2024 |

#### Poule de relégation
| Rang | Équipe                   | Pts | J  | G | N | P  | Bp | Bc | Diff |
| ---- | ------------------------ | --- | -- | - | - | -- | -- | -- | ---- |
| 5    | The New Saints Women     | 29  | 20 | 9 | 2 | 9  | 46 | 47 | -1   |
| 6    | Cardiff Met              | 23  | 20 | 6 | 5 | 9  | 28 | 41 | -13  |
| 7    | Barry Town United Ladies | 19  | 20 | 6 | 1 | 13 | 23 | 45 | -22  |
| 8    | Pontypridd Town Ladies   | 7   | 20 | 1 | 4 | 15 | 15 | 46 | -31  |

| Légende : Qualifications et relégations | Légende : Qualifications et relégations |
| --------------------------------------- | --------------------------------------- |
|                                         | Relégation en deuxième division         |
|                                         | T : Tenant du titre P : Promu           |

## Bilan de la saison
| Championnat du pays de Galles féminin de football 2023-2024                        |                               |
| Champion                                                                           | Cardiff City (3e titre)       |
| Dauphin                                                                            | Swansea City Ladies           |
| Coupes et trophées                                                                 |                               |
| Vainqueur de la Coupe de la Ligue du pays de Galles féminine 2023-2024             | Cardiff City                  |
| Qualifications continentales                                                       |                               |
| Ligue des champions féminine de l'UEFA 2024-2025                                   | Cardiff City                  |
| Promotions et relégations                                                          |                               |
| Promus en Championnat du pays de Galles féminin de football                        | Briton Ferry Llansawel Ladies |
| Relégués en Championnat du pays de Galles féminin de football de deuxième division | Pontypridd Town Ladies        |